# Yue Chao
Yue Chao, född 5 januari 1991, är en friidrottare från Kina. Hon deltog vid olympiska sommarspelen 2016.